# Feuchtgebiet am mittleren Niger II
Das Feuchtgebiet am mittleren Niger II (französisch: Zone humide du moyen Niger II) ist ein Feuchtgebiet in der Region Dosso in Niger. Es steht nach der Ramsar-Konvention unter Schutz.

## Lage und Schutzstatus
Das Feuchtgebiet liegt am linken Ufer des Flusses Niger in der Landschaft Dendi. Es erstreckt sich über Teile der Gemeinden Gaya, Tanda und Tounouga im Departement Gaya, das zur Region Dosso gehört. Im Norden grenzt es an ein weiteres Ramsar-Gebiet, das bereits früher eingerichtete Feuchtgebiet am mittleren Niger.
Das Feuchtgebiet am mittleren Niger II nimmt eine Fläche von 38.555 Hektar ein und wurde am 26. April 2004 nach der Ramsar-Konvention unter Schutz gestellt. Es verläuft über eine Länge von 25 Kilometern entlang des Flusses, der hier die Staatsgrenze zu Benin bildet. Es besteht aus einem Überschwemmungsgebiet mit mehreren Teichen und wird alljährlich mit Beginn der Regenzeit im August für etwa vier bis fünf Monate teilweise geflutet.

## Fauna und Flora

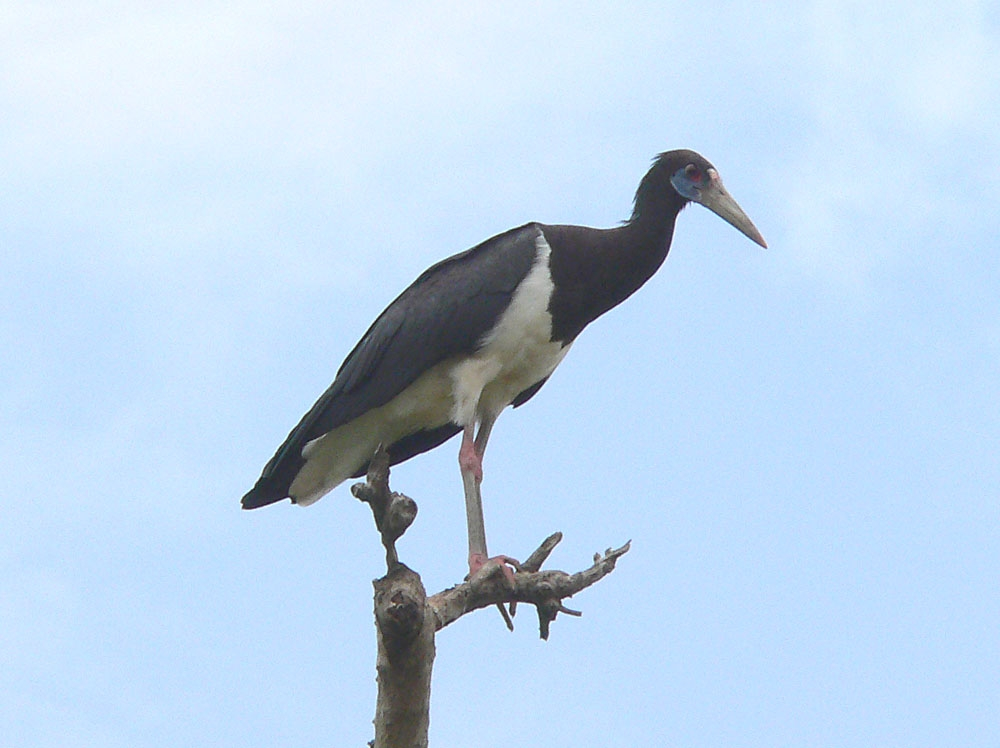
Ein Abdimstorch bei Gaya

Das Feuchtgebiet ist ein Rückzugsort für verschiedene Vogelarten. Dazu zählen der Schwarzhalsreiher, der Purpurreiher, der Kuhreiher, die Weißflügelseeschwalbe, die Witwenpfeifgans, der Seidenreiher, der Stelzenläufer, der Kampfläufer, der Sichler, der Heilige Ibis, der Bruchwasserläufer und der Waldwasserläufer. Darüber hinaus leben hier Kapotter, Husarenaffen, Ichneumons, Flusspferde, Afrikanische Manatis und Blassfüchse. Unter den Fischarten finden sich Hippopotamyrus pictus und Nannocharax occidentalis.
In der Pflanzenwelt prägen Afrikanische Affenbrotbäume das Landschaftsbild. Weitere bemerkenswerte Pflanzen sind die Äthiopische Palmyrapalme, der Karitébaum, der Strauch Neocarya macrophylla sowie die Süßgräser-Arten Anthephora nigritana und Echinochloa stagnina. Zu den Neophyten gehören die Dickstielige Wasserhyazinthe und die Rohrkolben-Art Typha domingensis.

## Siedlungen
Zu den wichtigsten Siedlungen im Gebiet zählen:
- in der Stadtgemeinde Gaya das Stadtzentrum und das Dorf Tara im ländlichen Gemeindegebiet,
- in der Landgemeinde Tanda der Hauptort (das gleichnamige Dorf Tanda),
- in der Landgemeinde Tounouga ebenfalls der Hauptort (das gleichnamige Dorf Tounouga) sowie die Dörfer Dolé, Gatawani Béri, Gatawani Kaina und Koma.[1]